# Клеобуліна
Клеобуліна (дав.-гр. Κλεοβουλίνη,VI до н. е., Родос) — давньогрецька поетеса, письменниця і філософиня досократичної школи. 
Дочка одного із «семи грецьких мудреців» Клеобула.
Вшанована на Поверсі спадщини Джуді Чикаго.